# Drača
Drača (cyr. Драча) – wieś w Serbii, w okręgu szumadijskim, w mieście Kragujevac. W 2011 roku liczyła 915 mieszkańców.